# 原古馬
原古馬屬（學名Propalaeotherium）是一屬早期的奇蹄目，是馬的祖先。牠的學名意思是「古獸馬之前」，可見牠是古獸馬的祖先。雖然原古馬及古獸馬都是由始祖馬演化而來，但牠們並非現今馬的祖先。牠們於4千5百萬年前滅絕，並沒有後繼的物種。
原古馬是細少的動物，肩高30-60厘米。牠們的外貌很像非常細少的貘。牠們沒有蹄，只有幾根細少像釘的小蹄。牠們是草食性的，而在德國麥塞爾發現的化石顯示牠們是吃漿果及葉子。

## 下属物种
本属包括以下物种：
- Propalaeotherium argentonicum Gervais, 1853
- Propalaeotherium gaudryi (Lemoine, 1878) Remy, Krasovec, Lopez, Marandat & Lihoreau, 2019
- Propalaeotherium hassiacum Haupt, 1925
- Propalaeotherium helveticum Savage et al., 1965
- 原古马 Propalaeotherium parvulum (Laurillard, 1849)
- Propalaeotherium rollinati Stehlin, 1905
- 中华原古马 Propalaeotherium sinense Zdansky, 1930
- Propalaeotherium sudrei Remy, Krasovec & Bernard, 2016

## 外部連結
- BBC Online Science and Nature（页面存档备份，存于）
- 馬的演化（页面存档备份，存于）